# 杉合村
杉合村（すぎあいむら）は、熊本県の中部、下益城郡にかつてあった村である。

## 地理
- 河川：緑川、浜戸川

## 歴史
- 1889年4月1日 - 町村制が施行。下益城郡杉島村、大町村、莎崎村、釈迦堂村、硴江村、菰江村、小岩瀬村、国丁村が合併して発足。
- 1955年4月1日 - 守富村と合併して富合村となる。

## 学校
- 杉合村立杉合東部小学校
- 杉合村立杉合西部小学校